# Karma (mjesec)
Karma (također Jupiter XI) je prirodni satelit planeta Jupiter, iz grupe Carme. Retrogradni nepravilni satelit s oko 46 kilometara u promjeru i orbitalnim periodom od 747.008062 dana.